# Numeració de la cultura dels camps d'urnes
|           | 0  |
| /         | 1  |
| //        | 2  |
| ///       | 3  |
| ////      | 4  |
| \         | 5  |
| /\        | 6  |
| //\       | 7  |
| ///\      | 8  |
| ////\     | 9  |
| \\        | 10 |
| /\\       | 11 |
| //\\      | 12 |
| ///\\     | 13 |
| ////\\    | 14 |
| \\\       | 15 |
| /\\\      | 16 |
| //\\\     | 17 |
| ///\\\    | 18 |
| ////\\\   | 19 |
| \\\\      | 20 |
| /\\\\     | 21 |
| //\\\\    | 22 |
| ///\\\\   | 23 |
| ////\\\\  | 24 |
| \\\\\     | 25 |
| /\\\\\    | 26 |
| //\\\\\   | 27 |
| ///\\\\\  | 28 |
| ////\\\\\ | 29 |

Durant el començament de la cultura dels camps d'urnes, cap al 1200 aC, apareixen a Europa central una sèrie de falçs votives de bronze amb unes marques que s'han interpretat com un sistema de numeració.

## Descobriment
El 1946, es va trobar a Frankleben (a la comarca de Merseburg-Querfurt) un dipòsit amb més de 250 falçs datat entre el 1500 i el 1250 aC. Aquesta troballa s'afegeix als dipòsits trobats a la zona del riu Saale, pertanyents a la cultura dels camps d'urnes, d'on s'han recuperat unes 600 falçs i altres objectes. Les falçs no mostren cap signe d'haver estat utilitzades; per tant, es creu que van ser creades i enterrades dins de sots amb motius rituals.
A les falçs, podem observar una sèrie de marques que es distribueixen en dues posicions: traçades senzilles, per sota del botó que sobresurt prop d'on hauria d'haver-hi el mànec, i signes més complexos a l'angle de la falç o a la base. Les traçades senzilles s'han interpretat com un sistema de numeració.
S'han trobat altres objectes amb aquests signes, com el segell de Ruthen (també de finals de l'edat de bronze), que mostren les marques ////\\\\\ i el got de Coswig (entre el 1200 i el 1000 aC), que també hi tenia els símbols ////\\\\\ acompanyats per altres signes. En el cas del got de Coswig, fa la impressió que va ser una mà ensinistrada la que va ser capaç de marcar una sèrie complexa de signes sobre la superfície de fang.

## El sistema de numeració
El sistema de numeració descobert és de base cinc, també anomenat sistema quinari. Les unitats s'escriuen amb un traç inclinat de dalt a la dreta a baix a l'esquerra «/» i els conjunts de cinc amb un traç de dalt a l'esquerra a baix a la dreta «\». S'han trobat nombres des de l'1 «/» fins al 29 «////\\\\\».

## Interpretació
Aquestes marques en relleu, úniques en objectes de l'edat del bronze, van ser introduïdes als motlles de fosa i no van ser creades sobre els objectes acabats. El fet que es realitzessin les marques sobre el fang del motlle, unes vegades a mà, d'altres amb segells, i que es corregissin els signes incorrectes indiquen un propòsit i una planificació prèvia. El sistema de marcat del fang recorda el de l'escriptura cuneïforme de Mesopotàmia.
El fet que no s'hagin trobat més que els nombres de l'1 al 29, quan teòricament es pot emprar el sistema per escriure un nombre il·limitat, s'ha interpretat partint del cicle lunar de 29,5 dies. Les cultures que empren un calendari lunar habitualment decideixen entre 29 i 30 dies per al seu calendari i corregeixen el desfasament anual per diversos mitjans. Si s'accepta aquesta interpretació, cada falç representaria un dia del cicle lunar.
Important és també el fet que la forma de la falç recorda la lluna creixent, la qual cosa podria explicar la importància d'aquest objecte en el culte de la cultura dels camps d'urnes.
Així, s'ha interpretat el signe sobre el segell de Ruthen i el vas de Coswig, 29 = ////\\\\\, com a símbol del cicle lunar. En general, es creu que l'escriptura codifica tant el cicle lunar com el cicle agrícola relacionat amb la lluna i el sol.

## Altres signes
Hi ha una altra sèrie de símbols que apareixen sobre les falçs i que encara no s'han pogut interpretar. Tanmateix, és clar que aquests signes segueixen regles determinades que són vàlides en tot el territori d'influència.
Alguns d'aquests signes permeten agrupar-se en conjunts d'1 a 4, per la qual cosa s'ha proposat que són algun tipus de numeració amb base cinc.
| 56 | 57 | 55 | 53 | 52 | 54 | 44 | ● 58    |
| 66 | 67 |    | 63 | 62 | 64 |    | ●● 68   |
| 76 | 77 |    | 73 | 72 | 74 |    | ●●● 78  |
| 86 | 87 | 85 |    | 82 | 84 |    | ●●●● 88 |

Finalment, existeixen alguns signes que no s'han pogut incloure en cap conjunt:
| 16 | 22 | 25 | 26 | 33 | 36 | 42 | 43 | 69 |

Els nombres 22, 25, 33, 36, 43 i 69 i els 24, 52, 53, 54, 56, 62, 63, 64, 66, 73, 74, 84 i 86 apareixen en la base de les falçs. Els nombres 16, 26 i 42 i els 44, 52, 54, 55, 57, 58, 62, 64, 67, 68, 72, 74, 77, 78, 82, 84, 85, 87 i 88 apareixen en l'angle de les falçs. Els nombres 52, 54, 62, 64, 74 i 84 apareixen en les dues posicions.

## Hipòtesi de les runes
S'ha relacionat amb l'escriptura de les runes germàniques, no solament per la coincidència geogràfica sinó també pel caràcter agrícola/lunar que tenen. Ja des d'antic, es va constatar que les runes apareixen sovint amb símbols no rúnics, fins i tot combinats en el mateix objecte. A més, els signes "?j", "?ng" i també "?g" no troben correspondències en l'alfabet etrusc, del qual suposadament procedeix l'alfabet futhark. D'altra banda, les lletres "?j", "?ng" i "?k" es diferencien de les altres runes per la seva mida menor. Les runes també es caracteritzen, a més de representar un so, per tenir noms.
Sota la hipòtesi que els noms d'algunes runes fossin adaptats d'usos anteriors, els noms d'aquestes runes podrien donar pistes sobre el significat dels símbols de la cultura de les urnes. Així, si se selecciona el signe que té més combinacions amb d'altres, el que apareix amb més freqüència i el més característic, es pot fer l'equivalència següent:
| Símbol | Runa | Equivalència | Significat  |
| 22     | ᛃ    | jera         | any         |
| 69     | ᛜ    | ingwaz       | Déu         |
| 36     | ᚷ    | gebô         | do, present |

No deixa de ser una hipòtesi interessant que potser mai no pugui ser confirmada.

## Article relacionat
- Disc de Nebra.